# Овнатанян, Мкртум
Мкртум Овнатанян (арм. Մկրտում Հովնաթանյան, также Мкртум Авнатамов, 1779—1845) — живописец, сын Овнатана Овнатаняна, жил и работал в Тбилиси.

## Биография
Мкртум Овнатанян родился в 1779 году, в семье потомственных армянских художников. Будучи сыном Овнатана Овнатаняна, жил и работал в Тбилиси.
Писал церковные картины, исполнил серию изображений армянских царей и военачальников, самая известная из которых «Царь Трдат», хранится в Картинной галерее Армении. Помогал своему отцу восстанавливать и дополнять роспись собора Эчмиадзина, сделанную ещё его прадедом Овнатаном Нагашем. Закончил начатую Овнатаном Овнатаняном роспись церкви Норашен. Также выполнял живописные работы и в Сионском соборе.
Мкртум Овнатанян наряду с другими представителями своего рода внес неоценимый вклад в дело развития армянской живописи. Его работы пропитаны любовью к национальным традициям и истории. Умер Мкртум в возрасте 66 лет в городе Тбилиси. Похоронен там же, на армянском кладбище Ходживанк.